# 阿姆巴拉
阿姆巴拉（Ambala Cantt.），是印度哈里亚纳邦Ambala县的一个城镇。总人口61625（2001年）。

## 人口
该地2001年总人口61625人，其中男性37149人，女性24476人；0—6岁人口7270人，其中男3959人，女3311人；识字率78.78%，其中男性为83.78%，女性为71.20%。